# Stazione di Vienna Aspern Nord
La stazione di Vienna Aspern Nord è un nodo di interscambio sulla linea Vienna-Bratislava situato nel 22º distretto di Vienna, che comprende, oltre alla stazione ferroviaria, la stazione Aspern Nord della linea U2 della metropolitana di Vienna. 

## Descrizione
La stazione della metropolitana è entrata in servizio il 5 ottobre 2013, nel contesto del prolungamento della U2 da Aspernstraße mentre la stazione ferroviaria, gestita da ÖBB, è entrata in funzione il 1º ottobre 2018 sostituendo la precedente stazione di Vienna-Hausfeldstraße, chiusa il giorno prima. La stazione è anche una fermata della linea S80 dell'S-Bahn di Vienna.
I binari della metropolitana e quelli della linea ferroviaria si trovano allo stesso livello, separati da un passaggio centrale, e sono disposti parallelamente tra loro, con accesso ai treni da marciapiedi laterali. Le banchine della stazione ÖBB sono lunghe 190m.
La località di Aspern è ricordata per la battaglia tra le truppe austriache agli ordini di Carlo VI d'Asburgo e i francesi di Napoleone Bonaparte, avvenuta nel 1809 e conclusasi con la vittoria austriaca, e per essere stata nel 1912 la sede dell'aeroporto che all'epoca era il più grande d'Europa. Questi fatti sono ricordati da due murales di 10x6 metri, Aspern Affairs (1809) e Aspern Affairs (1912), realizzati dall'artista bavarese Stephan Huber e posizionati agli estremi dei binari della metropolitana.

## Ingressi
- Mayredergasse
- Nelson-Mandela-Platz